# Герб Дніпрян
Герб Дніпрян — офіційний символ смт Дніпряни. Очікує затвердження, в гербі можливі зміни.  Автор – А. Гречило 

## Опис
Щит розтятий хвилясто, у 1-у синьому полі срібна тополя, у 2-у золотому – червоне гроно винограду з зеленим листочком над зеленим кавуном з золотими смужками. [як варіант – синє гроно]

## Символіка
Тополі вказують на розташовані при в’їзді до селища дерева. Гроно винограду та кавун характеризують розвинуте виноградарство та сільське господарство. Синій колір символізує річку Дніпро, а золото – багаті землі Степової України.
Герб, згідно з правилами сучасного українського місцевого герботворення, вписано у декоративний картуш, увінчаний срібною міською короною, що свідчить про статус поселення. Фігури у гербі подані в геральдичній стилізації. Під щитом можна додатково дати синю стрічку з золотим написом «БРИТАНИ 1791 ДНІПРЯНИ». 